# 伯利恆森特 (紐約州)
伯利恆森特（英語：Bethlehem Center）是位於美國紐約州奧爾巴尼縣的非建制地區。

## 歷史
伯利恆森特的郵局於1850年設立，其後於1901年停運。

## 地理
伯利恆森特所處的海拔為高於海平面58米（即190英呎），而該地所採用的時區為UTC-5，即北美东部时区（EST）。同時該地設有夏令時間，為UTC-5調快一小時，即UTC-4（EDT）。